# Fehérfülű gébicsvireó
A fehérfülű gébicsvireó (Vireolanius leucotis) a madarak osztályának verébalakúak (Passeriformes) rendjébe és a lombgébicsfélék (Vireonidae) családjába tartozó faj.

## Rendszerezése
A fajt William John Swainson angol ornitológus írta le 1837-ben, a Malaconotus nembe Malaconotus leucotis néven.

## Alfajai
- Vireolanius leucotis bolivianus Berlepsch, 1901
- Vireolanius leucotis leucotis (Swainson, 1838)
- Vireolanius leucotis mikettae Hartert, 1900
- Vireolanius leucotis simplex Berlepsch, 1912[2]

## Előfordulása
Dél-Amerika északi részén, Bolívia, Brazília, Ecuador, Francia Guyana, Guyana, Kolumbia, Peru, Suriname és Venezuela területén honos. Természetes élőhelyei a szubtrópusi vagy trópusi síkvidéki és hegyi esőerdők. Állandó, nem vonuló faj.

## Megjelenése
Testhossza 15 centiméter.
|  |

## Életmódja
Főleg ízeltlábúakkal táplálkozik.

## Természetvédelmi helyzete
Az elterjedési területe nagyon nagy, egyedszáma csökken, de még nem éri el a kritikus szintet. A Természetvédelmi Világszövetség Vörös listáján nem fenyegetett fajként szerepel.